# Дуглас-Гамильтон, Александр, 16-й герцог Гамильтон
Александр Дуглас-Гамильтон (род. 31 марта 1978) — шотландский дворянин и первый пэр Шотландии, 16-й герцог Гамильтон и 13-й герцог Брендон (с 2010 года).

## Биография
Старший сын Ангуса Дугласа-Гамильтона (1938—2010), 15-го герцога Гамильтона и 12-го герцога Брендона (1973—2010), и его первой жены Сары Скотт (1945—1994).
С 1978 по 2010 год — маркиз Дуглас и Клайсдейл.
Получил образование в школе Кейл в Дамбартоне и школе Гордонстоун в Морее (Шотландия).
5 июля 2010 года после смерти своего отца Александр Гамильтон унаследовал титулы герцогов Гамильтона и Брендона.
Наследственный хранитель Холирудского дворца, официальной резиденции британских монархов в Шотландии.

## Семья и дети
7 мая 2011 года в Эдинбурге женился на Софи Энн Рутерфорд (род. 8 декабря 1976), дизайнере интерьеров, дочери мистера Хьюберта Резерфорда из Роксбургшира и миссис Изабель Резерфорд из Эдинбурга. Шафером на свадьбе был младший брат герцога — лорд Джон Дуглас-Гамильтон. Дети:
- Дуглас Чарльз Дуглас-Гамильтон, маркиз Дуглас и Клайдсдейл (родился 9 июля 2012 года),
- Лорд Уильям Фредерик Дуглас-Гамильтон (родился 11 мая 2014 года),
- Лорд Бэзил Джордж Дуглас-Гамильтон (родился 4 апреля 2016 года).

## Титулы
- 31 марта 1978 — 5 июля 2010 года: маркиз Дуглас и Клайдсдейл
- 5 июля 2010 — н. в.: Его светлость Герцог Гамильтон и Брендон

Титулы: 16-й герцог Гамильтон, 13-й маркиз Дуглас, 13-й маркиз Клайдсдейл, 13-й граф Ангус, 15-й граф Ланарк, 16-й граф Арран и Кембридж, 13-й лорд Абернети и Джедборо-Форрест, 15-й лорд Мачаншир и Полмонт, 16-й лорд Авен и Иннердейл (все — пэрство Шотландии), 13-й герцог Брендон и 13-й барон Даттон (оба — пэрство Великобритании).